# Đức Tân, Tân Trụ
Đức Tân là một xã thuộc huyện Tân Trụ, tỉnh Long An, Việt Nam.

## Địa lý
Xã Đức Tân có vị trí địa lý:
- Phía đông giáp xã Nhựt Ninh
- Phía tây giáp thị trấn Tân Trụ
- Phía nam giáp huyện Châu Thành với ranh giới là sông Vàm Cỏ Tây
- Phía bắc giáp các xã Bình Trinh Đông và Tân Phước Tây.

Xã Đức Tân có diện tích 13,24 km², dân số năm 1999 là 6.779 người, mật độ dân số đạt 512 người/km².

## Hành chính
Xã Đức Tân được chia thành 4 ấp: Bình Hòa, Bình Lợi, Tân Hòa, Thạnh Lợi.

## Lịch sử
Ngày 18 tháng 7 năm 2019, HĐND tỉnh Long An ban hành Nghị quyết số 43/NQ-HĐND về việc thành lập ấp Thạnh Lợi trên cơ sở ấp Tân Thạnh và ấp Tân Lợi.